# Li Xuemei
Li Xuemei (chinois : 李雪梅 ; pinyin : Lǐ Xuěméi, née le 1er février 1977 à Guanghan, Sichuan) est une athlète chinoise, spécialiste du sprint.

## Biographie
Elle est l'Asiatique la plus rapide avec un record personnel de 10 s 79 sur 100 m (18 octobre 1997 à Shanghai). Quatre jours après, elle bat également le record d'Asie sur 200 m en 22 s 01.
Elle remporte l'Universiade 2001 sur 200 m, et trois médailles aux Jeux asiatiques de 1998. Elle est finaliste des Championnats du monde 1997 sur relais 4 × 100 m.

### Palmarès
| Date | Compétition                    | Lieu     | Résultat | Épreuve   | Performance |
| ---- | ------------------------------ | -------- | -------- | --------- | ----------- |
| 1997 | Championnats du monde          | Athènes  | 8e       | 4 × 100 m | 43 s 32     |
| 1998 | Jeux asiatiques                | Bangkok  | 1re      | 100 m     | 11 s 05     |
| 1998 | Jeux asiatiques                | Bangkok  | 2e       | 200 m     | 22 s 53     |
| 1998 | Jeux asiatiques                | Bangkok  | 1re      | 4 × 100 m | 43 s 36     |
| 2000 | Jeux olympiques                | Sydney   | 8e       | 4 × 100 m | 44 s 87     |
| 2001 | Championnats du monde en salle | Lisbonne | 7e       | 60 m      | 7 s 20      |
| 2001 | Jeux de l'Asie de l'Est        | Osaka    | 2e       | 100 m     | 11 s 58     |
| 2001 | Jeux de l'Asie de l'Est        | Osaka    | 1re      | 4 × 100 m | 44 s 08     |
| 2001 | Universiade                    | Pékin    | 1re      | 200 m     | 22 s 86     |

### Records
| Épreuve              | Performance | Lieu     | Date            |
| -------------------- | ----------- | -------- | --------------- |
| 60 mètres (en salle) | 7 s 19      | Lisbonne | 11 mars 2011    |
| 100 mètres           | 10 s 79     | Shanghai | 18 octobre 1997 |
| 200 mètres           | 22 s 01     | Shanghai | 22 octobre 1997 |